# Jörg Haider
Jörg Haider (Bad Goisern, 26. siječnja 1950. – Köttmannsdorf, 11. studenog 2008.) bio je austrijski političar. Rođen je u mjestu Bad Goisern i kršten kao katolik. Osnovnu školu je pohađao je u Bad Ischl. Jörg je bio uzoran učenik, izraziti ljubimac nastavnika, prema tvrdnjama poznanika dijete bujne mašte, a godine 1966. i jedan od troje koji su s odličnim uspjehom položili maturu. 

## Životopis
Haider je 1968. položio maturu te je zatim, kako je to bilo uvriježeno u njegovom okružju, odslužio godinu dana u saveznoj vojsci (Bundesheer). Vojsku je služio u Salzburgu gdje je na mjesnom sveučilištu upisao povijest i germanistiku, jedino što ga je zanimalo. Međutim preko noći Haider je odlučio otići u Beč studirati pravo. Njegova spontana odluka tako se u potpunosti poklopila s roditeljskom željom, prije svega njegove majke. Kao student marljivo je posjećivao predavanja i u najkraćem vremenu polagao ispite. U studentskim danima politički se opredijelio za Krug slobodarske mladeži (Ring Freiheitlicher Jugend). Na drugoj godini studija Haider je već bio savezni vođa Kruga slobodarske mladeži. Tada je Haider pokrenuo list Tangente koji nije financiran novcem stranke već ga je novčano potpomagao industrijalac Harald Prinzhorn. Pod Haiderovim vodstom Krug slobodarske mladeži razvio se u snažnu organizaciju s velikim brojem članova. Tako je u dobi od 22 godine već sjedio u saveznom predsjedništvu Slobodarske stranke Austrije FPÖ, iako još bez prava glasa. Haiderova marljivost je bila nevjerojatna. Kad bi nakon dugih sjednica putovali na sljedeći sastnak, ostali bi drijemali u automobilu Haider bi izvadio blok za bilješke i pripremao se za idući nastup. Nastupi u kojima je najavljeno Haiderovo sudjelovanje bili su hit. Kao mladić s 22 godine počeo je pušiti lulu.
Kratko vrijeme prije završetka studija Haider je smatrao kako je došlo vrijeme da osnuje obitelj. Prijateljima puni uši željama da se što prije oženi. I tada na jednom plesu u njegov život ulazi 18-godišnja studentica publicistike Claudia. Uskoro je na putu dijete. Nakon toga nijednog trena nije bilo upitno vjenčanje i da će žena ostati kod kuće. Naime Haiderov stav je da mnoga zla ovog svijeta proizlaze iz zaposlenosti majki: opće odbijanje reda, veliki iluzorni zahtjevi, pasivnost u poslovnom svijetu, nemogućnost formiranja osjećajnih veza, gubitak savjesti, nihilistički pogled na svijet, sklonost nasilju i egoizmu te neurotična zapuštenost. Vjenčanje je obavljeno u crkvi u Bad Goisernu, a na kojem se Haider pojavio u narodnom odijelu. Slogan iznad vrata njegove kuće, koju će kasnije sagraditi, glasi: Ova kućica je tek mještasce / u Božjem velikom svijetu / pa ipak to je cijeli svijet / ako u njemu nalaziš svoju sreću. Danas Claudia Haider nadoknađuje što je onda propustila - na klagenfurtskom sveučilištu završava studij psihologije.

## Politički uspon
Nakon što je, zbog verbalnih nasrtaja na predsjednika vlastite stranke, ostavio mjesto predsjednika Kruga slobodarske mladeži (RFJ) Haider je pokušao učvrstiti svoj položaj u gornjoaustrijskom FPÖ-u. U kotaru Gmunden uspio je na jedva jedvice postati zamjenik predsjednika mjesne stranke. Na listi za izbore u Narodno vijeće bio je na 21. mjestu. To baš i nisu bili sjajni izgledi za napredovanja u stranci. A onda se gotovo "nasukanom" mladom talentu telefonski javio slobodnjački gradonačelnik Graza Alexander Götz i upita ga bi li mu bio na raspolaganju za glavnog tajnika. S vremenom Haider se uzdigao na mjesto poslovnog tajnika stranke u Koruškoj. U Koruškoj se Haider kao tajnik stranke počeo baviti organizacijskim pitanjima, A imao je i ono što je nazivao svojim drugim osloncem: namještenje kod koruškog građevinskog poduzetnika Kostmanna s mjesečnom plaćom od 16.000 šilinga i službeni automobil. Poslije godinu dana smjenjen je s mjesta tajnika zbog pretjeranih zahtjeva.
U Koruškoj je Haider brzo napredovao. Zarađivao je više nego stranačke kolege na sličnim položajima. Vozio je službeni automobil i k tome još traži i vozača. Uzimao je kredite, kupio zemljište u Klagenfurtu i počeo graditi kuću. Na putu je bilo i drugo dijete. Kuća ga je kasnije stajala mnogih glavobolja jer su u posvađanom FPÖ-u Koruške jedan drugome prebacivali račune crnih fondova i prihode na koje nije plaćen porez. Haider je morao objašnjavati kako je uspio sagraditi kuću vrijednu 2.000.000 šilinga, od kojih je samo 800.000 financirano kreditima. Od 1969. do 1973. na sveučilištu u Beču studira pravo i politologiju, a od 1973. do 1976. kao znanstveni asistent radio je na Institutu za politologiju i upravno pravo Sveučilišta u Beču. Od 1976. do 1983. djeluje kao zemaljski tajnik FPÖ-a (Slobodarske stranke Austrije) za Korušku, sve do 13. rujna 1986. kada postaje saveznim šefom Austrijske slobodarske stranke. Iste godine (1986.) Haider je naslijedio od svog bogatog praujaka njemačke nacionalnosti - 1565 hektara zemlje vrijedne 300.000.000 šilinga. Godinu dana ranije (1985.) izjavio je kako Slobodarska stranka sigurno nije nasljednica Nacionalsocijalističke njemačke starnke rada, jer da jest ona bi u Austriji imala većinu. Neki članovi Slobodarske stranke zatražili su njegovo isključene, ali od toga ništa nije bilo.
Nakon imenovanja Haidera za predsjednika stranke pobjednici su povikivali nacistički pozdrav Sieg Heil!. Supruga upravo smjenjenog predsjednika Stegera morala je slušati kako bi njenog supruga trebalo ugušiti plinom. Nikad nije bilo objašnjeno tko je bio odgovoran za ispade. Novinare, koji su se ponudili kao svjedoci, novo stranačko vodstvno nije nikad ispitivalo. Pred stranački sud izveden je samo član predsjedništva savezne stranke. On je u pobjedničkoj pometnji dijelio ljudima spomen-medalje Adolfa Hitlera. Zbog svega toga Slobodarska stranka Austrije isključena je iz liberalne internacionale. Mnogi smatraju da je njegovim dolaskom liberalizmu u Slobodarskoj stranci odzvonilo i da je to, zapravo, desničarska populistička stranka koja se djelomice služi liberalnom retorikom, dok ga protivnici nazivaju paradnim liberalom. Iz svojih "ranih radova" Haider je postao poznat po izjavi: Pravi su fašisti antifašisti, a Wehrmacht je donio ne samo Austriji već i cijeloj Zapadnoj Europi pravu slobodu i demokraciju. Ali Haider u jednom intervjuu iz 1994. korigira svoj razbarušeni radikalizam: Najveća pogreška nacionalsocijalizma bilo je rasističko ludilo. Kontrola je potpuno izgubljena, do toga je dovelo to ludilo. Političku moć graditi na osnovi uništenja ljudi, čitavih rasa, besmisleno je, pa tko god to bio.
Smatraju ga populistom, neonacistom, političkim kameleonom, desnim radikalom, premda za sebe kaže da mu je uzoru politici njemački socijaldemokrat Helmut Schmidt. Haider ima toliko političkih naljepnica koliko ih nema niti jedan drugi austrijski političar. Jedan je od najbogatijih austrijskih političara. Po vlastitu iskazu novac mu ne predstavlja veliko zadovoljstvo, niti mu je izazov. Politika je, zapravo, njegov izazov. Kad se nađe u neprilici poziva se na Simona Wiesenthala, koji je u jednom intervjuu izjavio da Haider nikad nije izjavio nešto protiv Izraela i protiv židovstva. No, Wiesenthal nije znao da je mali Haider vježbao sportsko mačevanje na lutki od slame na kojoj je bio natpis: Wiesenthal. Zatim je od 15. lipnja 1979. do 14. lipnja 1983. zastupnik u saveznom parlamentu. Članom zemaljske koruške vlade postao je 1983. godine. Tu je ulogu obnašao do 1986. godine. Bio je zastupnik i šef kluba FPÖ-a u Nationalratu od 17. prosinca 1986. do 30. svibnja 1989. godine.
Haider prima zlatnu medalju Koruške. U prosincu 1988. godine Haidera je na neugodan način sustigla njegova prošlost. Pisma bivšeg predsjednika stranke Friedricha Petera nekako su došla u javnost. Negdašnji Haiderov duhovni otac pisao je da se Slobodarska stranka razvila u svinjac. Pritom je Haider, nabacivajući se političkim gadostima, doveo slobodnjake u politički geto, a stranka je na potpuno eogističan način ustrojena po njegovoj mjeri. Zato nije čudo da oko njega nema boljih ljudi nego sami bezvrijednaci, iz kojih se trajno ne može razviti dobar plod. Haider je reagirao: To je ipak samo zavist vječno bezuspješnog političara, koji bi mlađeg od sebe rado držao na uzici. Kasnih 1980-ih Haider je uplovio u još jednu aferu kao zemaljski poglavar Koruške jer je odbio dodijeliti odličja bivšim partizanima. Napravio je skandal i prijedlogom da djeca stranaca u školama trebaju biti odvojena prema svome porijeklu i materinjem jeziku od ostale djece. Od 30. svibnja 1989. do 21. lipnja 1992. obnašao je dužnost koruškog poglavara. Na tu je dužnost izabran uz pomoć glasova Austrijske pučke stranke. U novom sazivu saveznog parlamenta Haider je zastupnik i šef kluba zastupnka FPÖ-a. Zatim opet od 8. travnja 1999. godine. Ulogu poglavara Koruške preuzima 8. travnja 1999., po drugi put dobivši 42,3 % glasova. Godinu dana ranije (ljeto 1998.) na bezazleno novinarsko pitanje, zašto se Slobodarska stranka ne izjasni za austrijsku naciju, odgovorio je kako smatra austrijsku naciju ideološkom nakazom.
Tada se nakon izbora za zemaljskog poglavara usporedio se s Isusom Kristom, kojeg su također jednom nabili na križ - i koji je zatim uskrsnuo. Na mjestu zemaljskog poglavara Koruške hvalio je pravilnu politiku zapošljavanja u Trećem Reichu i odavao počast nekadašnjim SS-vojnicima kao čestitim i ljudima od karaktera. Svoj koruški program Haider je označio kao željeni model za Austriju. Haider nije učinio ništa više nego što se očekuje kod bilo koje promjene vlasti. Započeo je sa simboličnim djelima koja su pobudila pažnju javnosti. Tako je ukinuo titulu dvorskog savjetnika; dao je montirati zid za penjanje u uredskim prostorijama zemaljskog poglavara; sa svima je odmah bio na ti; posjećivao je vatrogasne svečanosti i raznrazna događanja pod šatorima, plaćao je runde pića i navodno davao tako visoke priloge npr. za orkestre limene glazbe, da službenici ostalih stranaka nisu više mogli s njim držati korak. Njegovim imenovanjem za poglavara Koruške pokrajinski činovnici koji su imali pogrešnu stranačku knjižicu smjenjivani su uz poklike. U pokrajini je vladalo raspoloženje kao da je izbio državni udar. Kao i ranije Haiderova karijera ponovo je bila obilježena skandalima. Prvi međunarodni diplomatski skandal prouzročio je za vrijeme posjeta predsjednika Poljske Lecha Walese rekao da mu je veća širina nego visina, a njegove sudržavljanje je označio kao neradnike. Za njega nije dolazilo u pitanje da se ispriča, jer to čine samo oni koji nemaju kralježnicu. Cinično je izjavio, kako ima bar smisla za šalu, tako da se ljudi mogu smijati. Na mjestu koruškog poglavara odbio je prihvatiti rumunjske izbjeglice koje su bile raspoređene Koruškoj. Na saveznim izborima 3. listopada 1999. Haider i Austrijska slobodarska stranka veliki su pobjednici. Početkom godine 2000. Haiderova stranka ulazi u koaliciju s narodnjacima (ÖVP) i tako se stvara vlada liberala i narodnjaka bez socijalista. Na kongresu FPÖ-a početkom svibnja 2000. pod pritiskom domaće i strane javnosti Haider se povlači s mjesta šefa stranke. Dolaskom njegove stranke na vlast Europska unija uvela je sankcije Austriji.
U političkom smislu Haider se počeo profilirati kao društveno-politički glasnogovornik FPÖ-a. Tako se žalio na nezaposlenost mladih, protiv koje se želi boriti državnom potporom plaćama. Zahtijeva smanjenje broja stranih radnika i odricanje jedne plaće činovnika kako bi se mogla financirati nezaposlenost. Želi da se pravo na rad i pravo na mjesto naukovanja po slobodnom izboru unesu u ustav kao osnovna prava. Upozorava na problem birokratizma u socijalnom osiguranju i želi dokinuti višestruke mirovne. Obraća pozornost na luksuzni stil života dužnosnika u državnim monopolističkim poduzećima. Pristalica je punog oporezivanja plaća i dodataka političara. To i ukidanje povlastica postala je njegova stalna preokupacija. Kad je promjenama bilo predviđeno daljnje povećanje prihoda političara, podvrgavao je tjednima verbalnoj paljbi svoje stranačke kolege, da bi na kraju kao jedini zastupnik glasovao protiv prijedloga u Narodnom vijeću. Uspješno se borio za radnike koji rade u smjenama, za bolje zdravstveno osiguranje seljaka, protiv nepravde kod slobodnog prijevoza učenika i protiv poreza na dodanu vrijednost na troškove njege u staračkim domovima. A kada je proizvođač iverice, tvrtka Funder otišla u stečaj, stranački (SPÖ) predstavnik sindikata u Koruškoj objasnio je da će oni pomoći samo sindikalnim članovima da dođu do svoga novca. Omdah se zatim pojavio Haider i ponudio odvjetnika i za ostale.
Do sada je Haider objavio i tri knjige: Sloboda, koju mislim (Die Freiheit, die ich meine) - kasnije se djelomično odrekao ove knjige, Oslobođena budućnost i S onu stranu desnog i lijevog.

## Smrt
Poginuo je 11. studenog 2008. u prometnoj nesreći koju je sam prouzrokovao. Po istrazi zadužene policijske komisije, Haider je vozio s 1,8 promila alkohola u krvi i s više od 140 km/h pri ograničenju od 70 km/h. Na osnovu toga, vlada Koruške potražuje odštetu od obitelji za uništeni službeni automobil. Claudia Haider je podigla protutužbu u kojoj želi dokazati da Jörg nije bio alkoholiziran te da se radi o grešci istražitelja.